# Blasius Lapusch
Blasius Lapusch (* 1809; † 20. März 1880 in Villach) war ein österreichischer Gutsbesitzer und Politiker.

## Leben
Lapusch war der Sohn von Jakob Lapusch und dessen Ehefrau Maria geborene Schmied. Er war römisch-katholischer Konfession und heiratete am 18. September 1839 Agnes Lang verw. Zink (1811–1883). Aus der Ehe ging ein Sohn hervor.
Er war bis April 1839 Rentamtsadjunkt bei der Herrschaft Dietrichstein. Am 12. März 1839 erwarb er das landtäfliche Gut Stiegerhof für 6000 Gulden. Bis zum 3. November 1873 war er auch Besitzer des Stieger- oder Nagerschigghofs in Techanting/Teharče (heute Gemeinde Finkenstein/Bekštanj).
Vom 17. Juli 1848 bis zum 4. März 1849 war er Abgeordneter im Provisorischen Kärntner Landtag. 1850 wurde er Gemeinderat. Zwischen 1851 und 1865 amtierte er als Bürgermeister von Finkenstein.